# Sant'Orsola
Sant'Orsola (... – Colonia, 21 ottobre ...; fl. IV secolo), principessa vissuta probabilmente nella seconda metà del IV secolo anche se alcune leggende la collocano nel V secolo, è venerata come santa dalla Chiesa cattolica.
Si festeggia insieme alle sue compagne di martirio il 21 ottobre, benché dal 1970 non sia più presente nel Calendario generale romano ma solo nel Martirologio Romano.

## Etimologia
Il suo nome deriva dal latino Ursula, che significa "piccola orsa".

## Biografia tra storia e leggenda
La storia di sant'Orsola, giovane donna di eccezionale bellezza martirizzata intorno al 385 dopo Cristo, è contenuta in vari testi medievali, in parte discordanti tra loro: cronache in forma di resoconti (ad esempio l' Historia Regum Britanniae), ma soprattutto opere agiografiche, tra cui una Passio del X secolo.
Secondo queste fonti Orsola, figlia di un sovrano cornovagliese oppure bretone, si era segretamente consacrata a Dio ma fu chiesta in sposa da un principe e condottiero britannico, Conan Meriadoc - nei testi agiografici chiamato Ereo, Etereo o semplicemente Conan - che era pagano. Un eventuale rifiuto da parte della principessa avrebbe rischiato di scatenare una guerra e anche per questo ella, consigliata da un angelo nel corso di una visione avuta in sogno, riferì in una lettera inviata al pretendente di voler rimandare la decisione di tre anni, per meglio comprendere la volontà del Signore e nella speranza che il giovane, secondo una delle condizioni da lei dettate, si convertisse al cristianesimo.
Allo scadere del tempo stabilito, ancora esortata da un messaggero divino, Orsola prese il mare su una flotta di 11 navi con 11.000 vergini e, secondo alcune versioni, anche con il promesso sposo. Navigò fra la Bretagna e il delta del Reno: poi, sospinta da una tempesta, risalì il corso del fiume facendo tappa a Colonia e giungendo quindi a Basilea, in Svizzera, da dove proseguì a piedi, in devoto e variopinto pellegrinaggio, fino a Roma. Qui Orsola e le sue compagne furono accolte dal pontefice, noto in molti testi come papa Ciriaco, che avrebbe anche battezzato Conan e celebrato il matrimonio dei due principi. La santa si trattenne diversi mesi a Roma, dove tra l'altro avrebbe visto in sogno un angelo annunciarle l'imminente martirio. 
Sulla via del ritorno in patria, il corteo transitò nuovamente per Colonia, che nel frattempo era stata conquistata dagli Unni: le undicimila vergini, esortate da Orsola alla fermezza, furono subito trucidate dalla furia dei barbari in un solo giorno, un 21 ottobre, mentre il loro re, invaghito della sua bellezza, risparmiò in un primo tempo la principessa, alla quale chiese di concederglisi, promettendole salva la vita. Al suo rifiuto egli la fece saettare da un arciere, sempre in quel 21 ottobre. Secondo una tarda versione, il papa accompagnò, insieme ad alcuni prelati, la santa nel viaggio di ritorno, condividendone quindi il martirio. Orsola ebbe funerali solenni; la maggior parte delle vittime finì invece in una fossa comune.
Le fonti, in particolare quelle agiografiche, sembrano mescolare fatti realmente accaduti con elementi che sconfinano nella leggenda. In particolare sussistono discussioni sulla provenienza di Orsola, sulle generalità del papa e sul numero effettivo delle vergini. 
La santa viene considerata perlopiù figlia del semileggendario Dionoto di Dumnonia, il cui vero nome era però forse un altro; nell'agiografia riguardante Orsola, l'uomo è chiamato spesso Noto (una lettura errata del passaggio "Deo Notus" in una Passio ne avrebbe quindi storpiato l'onomastica), talora invece Mauro. Non è certo che egli avesse propriamente il titolo di re, ma fu comunque un potente personaggio all'interno dell'amministrazione romana in Britannia.
All'origine delle testimonianze sulle undicimila vergini, invece, ci sarebbe un errore di trascrizione in un documento conservato in un monastero presso Colonia dov'è indicato il martirio di Orsola e delle sue compagne "ad undecim milia" (o "ad undecim miliarium"), ovvero in un luogo a undici miglia (o all'undicesimo miliario) dalla città di Colonia . Il numero delle giovani donne era dunque sicuramente inferiore a undicimila.
Conan Meriadoc, personaggio attorno al quale circolano tante versioni, era un condottiero che dopo essersi impadronito dell'Armorica avrebbe effettivamente sposato in prime nozze Orsola, figlia di Dionoto e forse anche sua parente, per amore della quale si era fatto cristiano, di pari passo ai suoi sforzi volti a consolidare il potere puntando sulla crescita demografica; di qui appunto l'invio di vergini nei suoi possedimenti da parte del suocero. Qualche testo agiografico concernente la principessa, cui si ispirò Vittore Carpaccio nelle sue Storie di sant'Orsola, lo vuole vittima nell'eccidio (così anche la Legenda Aurea, dove è detto che Etereo volle farsi battezzare in Inghilterra per poi raggiungere Orsola a Colonia); ma di sicuro egli in realtà non venne ucciso dagli Unni, sopravvivendo quindi all'amata. Stando alle opere cronachistiche, la coppia si unì in matrimonio a Roma ma Conan ripartì poi da solo (tra i motivi dell'improvviso rimpatrio ci sarebbero stati la morte del suocero, che in precedenza aveva perso il potere a causa di un usurpatore, e un tentativo di invasione dell'Armorica ad opera dei Sassoni), senza Orsola che preferì proseguire il pellegrinaggio per l'Europa e che per questo gli affidò il loro figlio appena nato, Gadeon (in ogni Passio che la riguarda, la santa rimane invece vergine); in più egli, dopo essere diventato vedovo, prese in moglie Darerca d'Irlanda (proclamata poi anch'ella santa), con la quale generò altri figli. Negli scritti religiosi più antichi su Orsola si dice invece che il giovane si convertì in patria restando quindi ad aspettare il ritorno della principessa, che morì vergine e nubile. Esistono anche alcuni resoconti secondo i quali Orsola, prima di sposare il principe, era stata per un breve periodo moglie del romano Magno Massimo, ma non sono assolutamente ritenuti attendibili.. Poiché comunque di fatto non subì il martirio né furono riconosciuti in lui atti particolarmente significativi oltre alla conversione, al contrario di Orsola e delle sue compagne Conan non è stato inserito tra i santi della Chiesa cattolica.
Non è mai esistito un papa chiamato Ciriaco, tantomeno un pontefice ucciso ad opera degli Unni: non c'è neppure quindi mai stato il complotto che in alcuni testi si dice essere stato ordito contro questo personaggio, inviso a diversi membri del clero romano che intrattenevano rapporti molto amichevoli con la popolazione rimasta pagana (che a causa dell'editto di Tessalonica, promulgato da poco, si riteneva ormai in pericolo), motivo per cui essi, insieme a due soldati, avrebbero spedito una lettera agli Unni per informare costoro dell'arrivo del pontefice a Colonia, in un tentativo di fermare dunque la crescente evangelizzazione dell'Europa, giungendo poi a screditare Ciriaco per cancellarlo infine dall'elenco dei successori di Pietro. Vero è invece che alla fine del IV secolo il seggio pontificio era occupato da Siricio, la cui forma onomastica si avvicina molto a "Ciriaco", pertanto potrebbe essere stato proprio lui ad accogliere Orsola e le compagne, alle quali però non si unì nel loro viaggio di ritorno dato che la morte lo colse a Roma anni dopo; a prescindere dai contatti potenzialmente avuti con la principessa, questo papa è stato proclamato santo e viene festeggiato il 26 novembre. La versione col martirio del pontefice fu probabilmente il frutto di un equivoco dovuto al fatto che proprio il 21 ottobre, ma dell'anno 238, era morto nella città tedesca il missionario San Ciriaco di Colonia.. Né può essere scartata la confusione col diacono Ciriaco di Roma, messo a morte per ordine dell'imperatore Massimiano all'inizio del IV secolo, e con altri santi martiri omonimi.
In quanto al re unno respinto da Orsola, è da escludere che fosse Attila, nonostante diversi testi lo presentino come tale; più verosimilmente si trattava invece di Melga, che insieme al re dei Pitti avrebbe tentato di piegare alle loro voglie le compagne di Orsola, le quali pagarono poi con la vita per essersi rifiutate. Il massacro a quanto pare non avvenne solo a Colonia: molte donne sarebbero state precedentemente uccise durante i loro spostamenti da un regno all'altro, nel periodo in cui Conan si adoperava per popolare il suo territorio in accordo con Dionoto, il quale gli aveva inviato in tutto 72.000 vergini.
Le ossa di diverse donne furono ritrovate a Colonia all'inizio del XI secolo e oggi si trovano nella Basilica della santa (che venne edificata per l'occasione) insieme a resti maschili, tra i quali c'è un "Etherius" - come attestato dall'epigrafe corrispondente - che, rinvenuto in un secondo tempo, era stato subito fatto coincidere col principe britannico; nonostante la mistica e veggente tedesca Elisabetta di Schönau asserisse che si trattava proprio dello sposo di Orsola, a suo dire morto appunto martire a Colonia (lei riteneva inoltre veritiero il complotto di cui sarebbe rimasto vittima papa Ciriaco con conseguente damnatio memoriae), gli esami condotti successivamente hanno dimostrato che l'uomo in questione era una persona vissuta in età tardomerovingia (il vero Conan è peraltro sepolto in Bretagna). La ricostruzione della vita di Orsola operata da Elisabetta risulta pertanto totalmente fantasiosa. A Bruges, in Belgio, si trova invece il Reliquiario di sant'Orsola: alcuni resti della principessa sono però conservati a Malta, nella cattedrale dell'isola di Gozo (per la precisione un osso del braccio e parte del torace).
Secondo le visioni di un'altra religiosa tedesca, Anna Katharina Emmerick, gli Unni uccisero Orsola, le vergini più alcune persone unitesi a loro nel viaggio di ritorno, tra cui un vescovo chiamato Ciriaco. Al pari di molti la Emmerick fa di Orsola la figlia di Dionoto; il nome della madre sarebbe invece Geruma. Afferma che la santa morì all'età di 31 anni, senza essersi sposata col principe (mai presentato per nome), che non si sarebbe recato né a Roma né a Colonia. Non si sbilancia sul numero delle vergini, da lei ritenuto comunque consistente. Il tutto è nel complesso verosimile, tranne la data del martirio spostata al V secolo, in quanto per la Emmerick il papa con cui la santa si incontrò a Roma sarebbe stato Leone Magno, ovvero colui che aveva distolto Attila dal proposito di invadere la città.

## Nuove ipotesi su Orsola
Per molto tempo l'identificazione della santa con la principessa vissuta nel IV secolo è stata considerata credibile: questo fino a quando a Colonia vennero rinvenute reliquie accompagnate da un'iscrizione in cui un certo Clematius affermava di aver voluto costruire un edificio sacro sul luogo dove alcune fanciulle erano state uccise per la loro fede in un eccidio avvenuto probabilmente sotto Diocleziano. L'iscrizione riporta i nomi di alcune di queste antiche martiri, tra cui Aurelia, Cordola, Cunera, Pinnosa, Cunegonda e Odialia di Britannia, più quello di Orsola: non è però indicato il numero complessivo delle ragazze. Tale ritrovamento ha quindi aperto diversi filoni di indagine: l'epigrafe è anche stata messa in relazione con altri resoconti, storicamente però inverosimili, i quali affermano che tra le undicimila vergini ve ne fosse una di nome Cunera (stesso nome quindi di una delle giovanissime martiri del III secolo), la quale scampò agli Unni grazie al re di Frisia ma fu poi martirizzata in Olanda (a differenza delle donne uccise nella strage, Cunera viene celebrata dalla Chiesa cattolica il 12 giugno). Si può comunque pensare che possano essere esistite due martiri di nome Orsola: due donne diverse, vissute in periodi storici diversi, ma morte entrambe a Colonia. 
È altresì stato ipotizzato che dietro la vicenda di sant'Orsola ci sia un lontano ricordo di un mito pagano relativo alla dea Freia che, col nome di Horsel o Ursel, accoglieva nell'aldilà le fanciulle defunte.

## Il culto
Il Martirologio Romano ogni 21 ottobre ricorda il sacrificio di Orsola e delle sue compagne (delle quali non è precisato il numero): nessun altro dunque sarebbe stato martirizzato dagli Unni a Colonia.
Non è pervenuto invece alcun documento sulla canonizzazione ufficiale delle martiri: si sa solo che ciò avvenne prima che venisse istituita la Congregazione per le cause dei santi e che il loro culto fu approvato dal papato.

### In Europa
- Orsola fu venerata in tutta Europa, e già dall'VIII secolo si hanno notizie del culto delle undicimila vergini. La santa divenne la protettrice degli educatori e delle università, dei mercanti di tessuti e dei bambini malati.

- Fra il 1200 e il 1500 si diffusero alcune confraternite chiamate "Navicelle di sant'Orsola". Gli adepti si impegnavano a realizzare opere buone, partecipando anche a messe e veglie di preghiera, nella speranza di compiere felicemente, con la protezione di sant'Orsola, il viaggio verso il Paradiso.

- Nel 1535 Angela Merici fondò a Brescia l'ordine delle Orsoline, che si dedicò all'istruzione delle fanciulle: per questo Orsola è considerata protettrice anche delle maestre.

- Nel 1620 Orsola fu dichiarata patrona dell'isola di Gozo, ora parte della Repubblica di Malta[15].

- Le è stato intitolato un importante ospedale italiano, il Policlinico Sant'Orsola-Malpighi di Bologna.

- Orsola è stata la prima patrona della Misericordia di Pisa, il cui nucleo originario era probabilmente una delle "Navicelle": durante il suo pellegrinaggio, la santa avrebbe fatto tappa anche nella città toscana, avendo tra l'altro qui modo di bloccare un'esondazione dell'Arno.

- A Pisa le è stata dedicata una via del centro storico.

#### Patronati
- Campogalliano (MO)
- Marcorengo, frazione del comune di Brusasco (TO)
- Poirino (TO)
- Sant'Orsola Terme (TN)
- Tuenno (TN)
- Isola di Gozo (Malta)

### Nelle Americhe
- Nel suo secondo viaggio verso il Nuovo Mondo, Cristoforo Colombo dedicò alla principessa e alle compagne un arcipelago che scoprì nei Caraibi, le Isole Vergini. Nell'isola di Tortola, parte delle Isole Vergini britanniche, il 21 ottobre è la festa della santa e anche festa nazionale.

## Iconografia
La vicenda di sant'Orsola e delle undicimila vergini, per secoli amata e ripetuta, ha conosciuto una straordinaria diffusione nel Medioevo e ha ispirato numerose composizioni letterarie e opere d'arte, fra le quali, celeberrime, il ciclo di teleri  di Vittore Carpaccio (conservato nelle Gallerie dell'Accademia di Venezia), gli affreschi di Tommaso da Modena (attualmente esposti ai Musei Civici di Treviso nel complesso di Santa Caterina) e il Reliquiario della santa a Bruges, cui mise mano Hans Memling per la parte pittorica.
Nell'arte, Orsola è rappresentata in vari momenti della sua vita, soprattutto la partenza per il pellegrinaggio, l'incontro con papa Ciriaco, il sogno della fine imminente, il martirio (in alcune opere la strage avviene sulle navi, in altre invece gli Unni si avventano sul corteo entrato a Colonia, a seconda delle fonti letterarie cui esse si ispirano). Il suo aspetto è quello di una principessa, in abiti regali, spesso con la corona in testa; gli attributi tipici sono la palma del martirio, la freccia che la uccise - conficcata in genere nel suo collo, più raramente nel seno - un vessillo bianco con croce rossa come segno di vittoria sulla morte, una barca. Spesso è anche raffigurata secondo lo schema di Maria madre di misericordia: sotto la protezione dell'ampio mantello aperto compaiono dapprima le sue compagne, poi gli altri martiri della strage di Colonia (considerati tali solo nelle fonti agiografiche tarde), e, infine, anche i membri delle confraternite.
La Misericordia di Pisa possiede quattro raffigurazioni di sant'Orsola: la prima è una statua lignea che la mostra in atteggiamento di preghiera, incoronata e con la palma in mano. Un'altra è una tela del tardo Seicento che la rappresenta a mezzo busto con la corona in testa, il vessillo cristiano e la freccia che le trapassa il collo. Vi è poi una raffigurazione su ardesia, di epoca incerta, con Orsola che appare secondo lo schema della Madonna misericordiosa, dunque col mantello aperto, sotto il quale trovano riparo le compagne martiri. L'ultima consiste in un quadretto seicentesco dove campeggia il volto della santa con la corona, il vessillo e la freccia nel collo.
Ancora a Pisa si trova un'insolita raffigurazione di Orsola nei suoi panni di intercessore, presso il Museo Nazionale di San Matteo: si tratta di un dipinto su tavola di scuola pisana del 1375 in cui la principessa, con la corona sul capo e il vessillo del Popolo di Pisa nella mano sinistra, porge la destra a una personificazione della città (riconoscibile dall'abito, trapunto dell'aquila imperiale) aiutandola ad emergere dalle acque, chiaro riferimento all'esondazione dell'Arno di cui la santa avrebbe scongiurato o riparato i danni.
A Vigo di Cadore, nella chiesetta a lei dedicata, è possibile ammirare un ciclo di pitture murali ben conservato della metà del Trecento e una sua presunta reliquia (frammento osseo) proveniente da Colonia.

## Galleria d'immagini

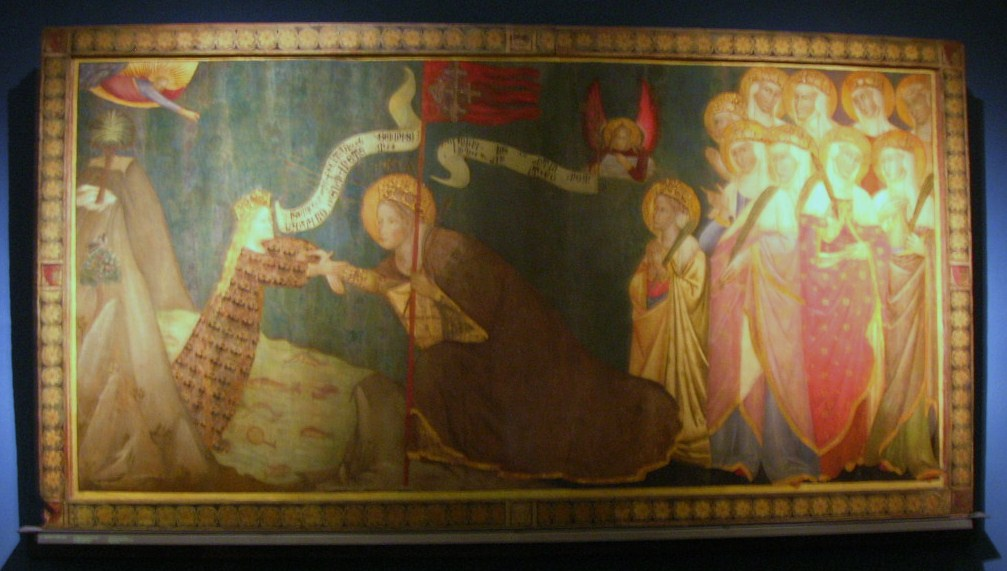
Sant'Orsola salva Pisa da un'alluvione, Museo Nazionale di San Matteo a Pisa
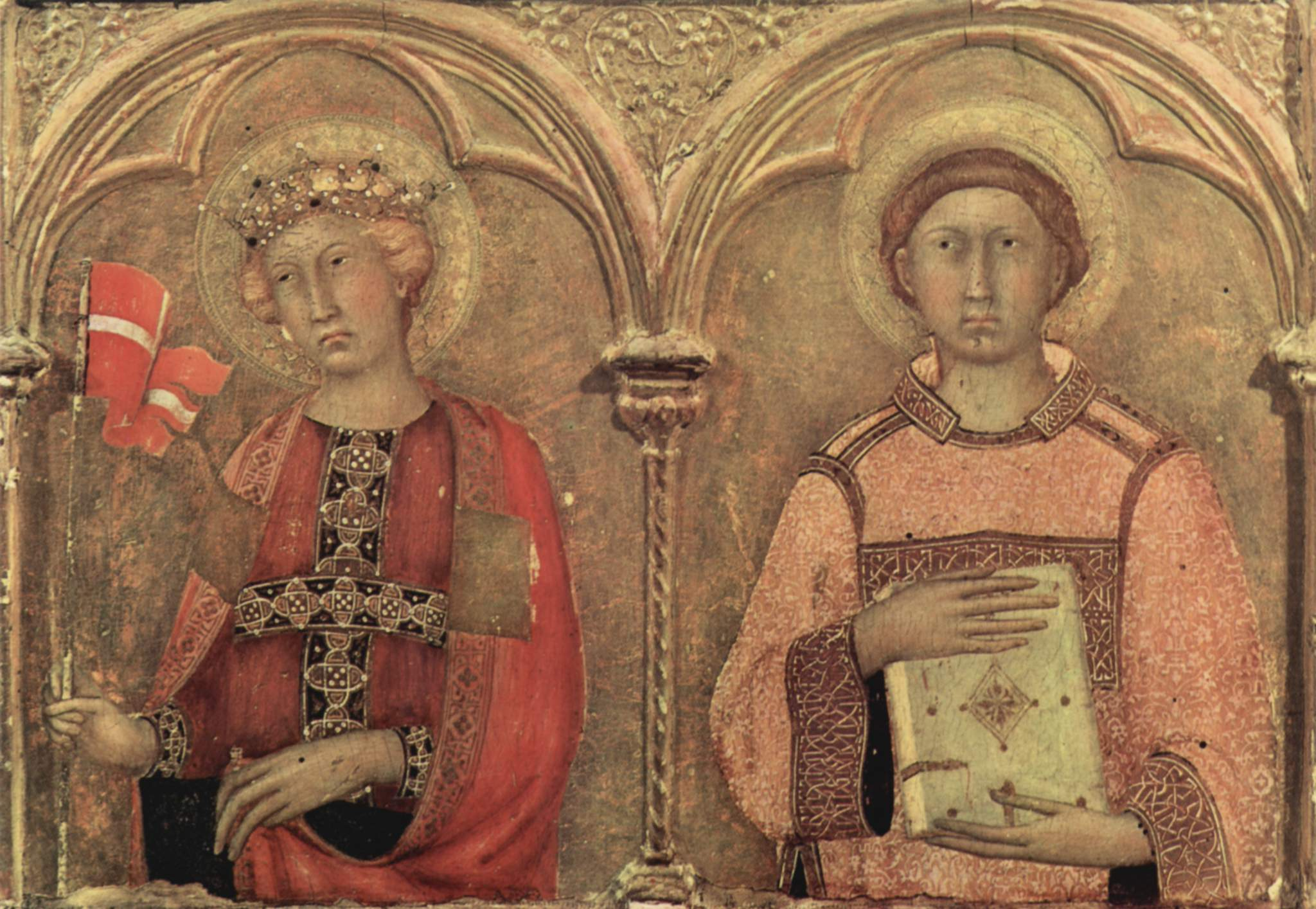
Sant'Orsola quale appare nella predella del Polittico di Pisa di Simone Martini (1330 circa), Museo Nazionale di San Matteo a Pisa
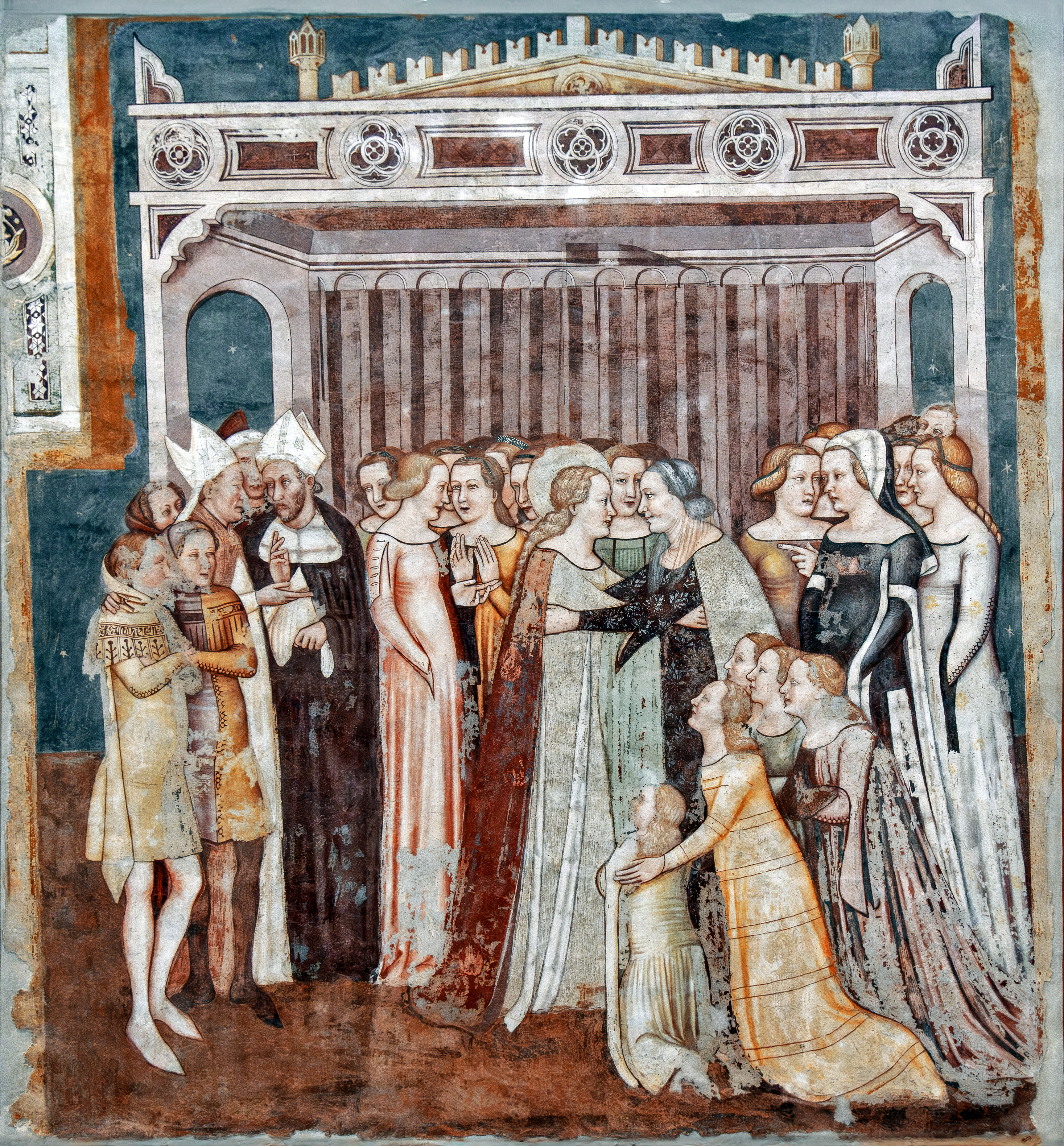
Il commiato di sant'Orsola di Tommaso da Modena (XIV secolo)
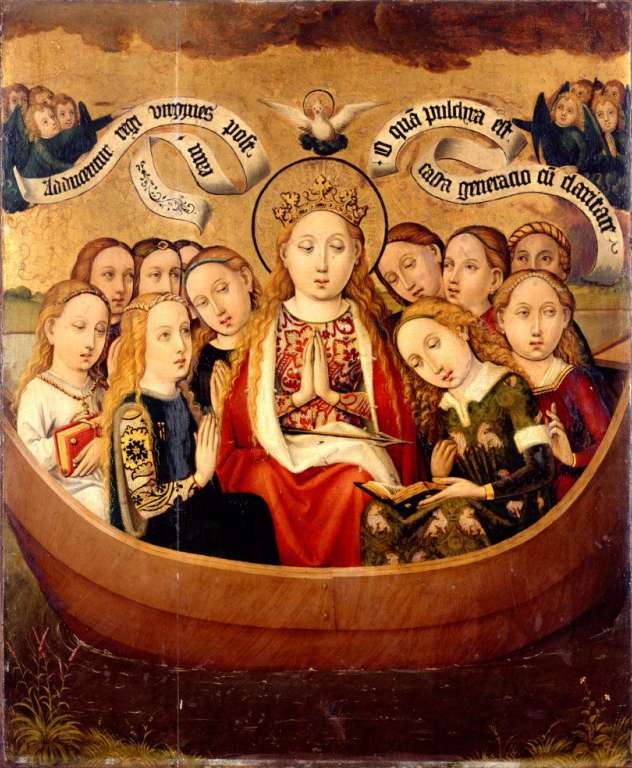
Viaggio di sant'Orsola e compagne, opera di scuola renana (XV secolo)
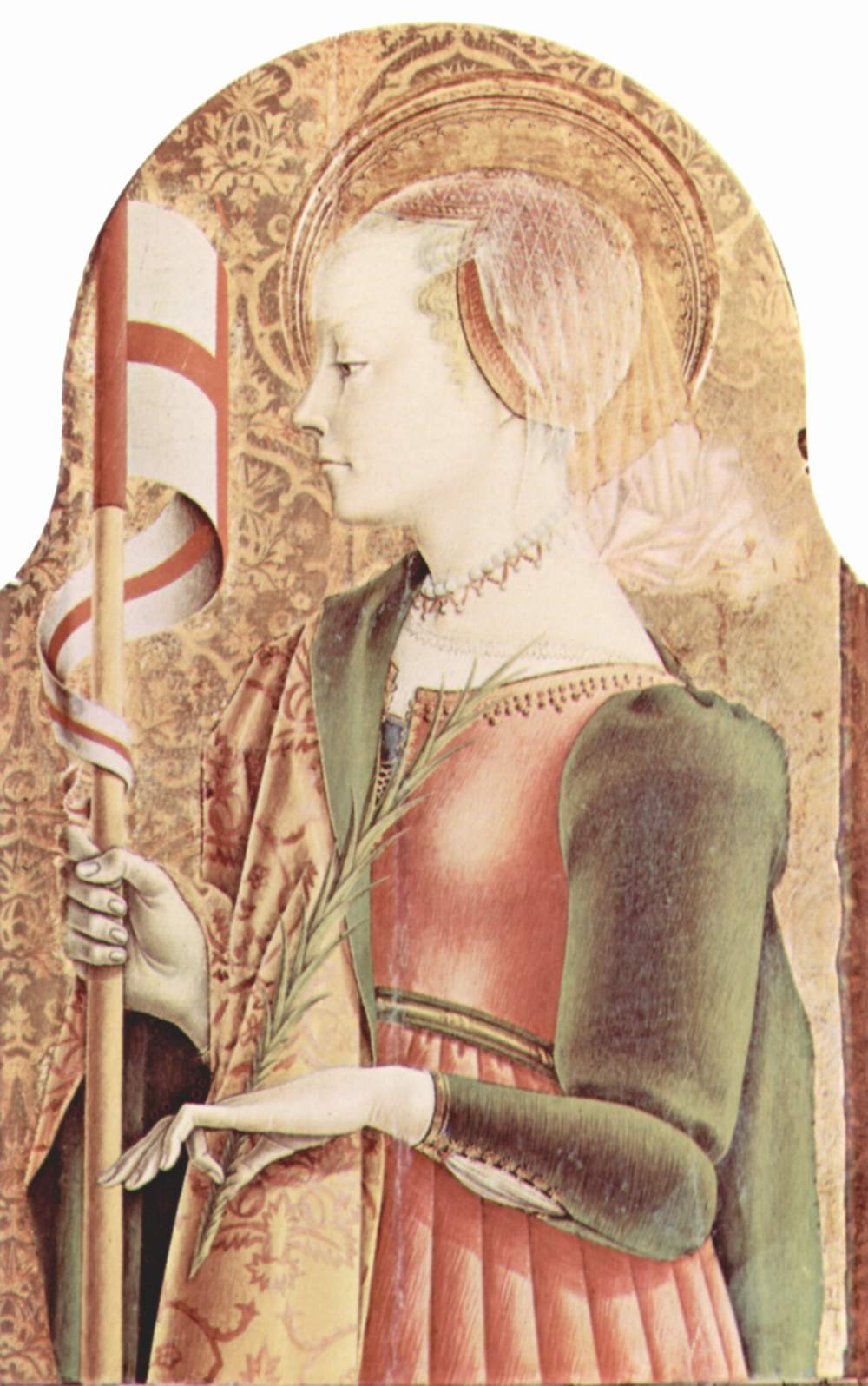
Sant'Orsola, pannello di polittico della cattedrale di Ascoli Piceno (1473), di Carlo Crivelli
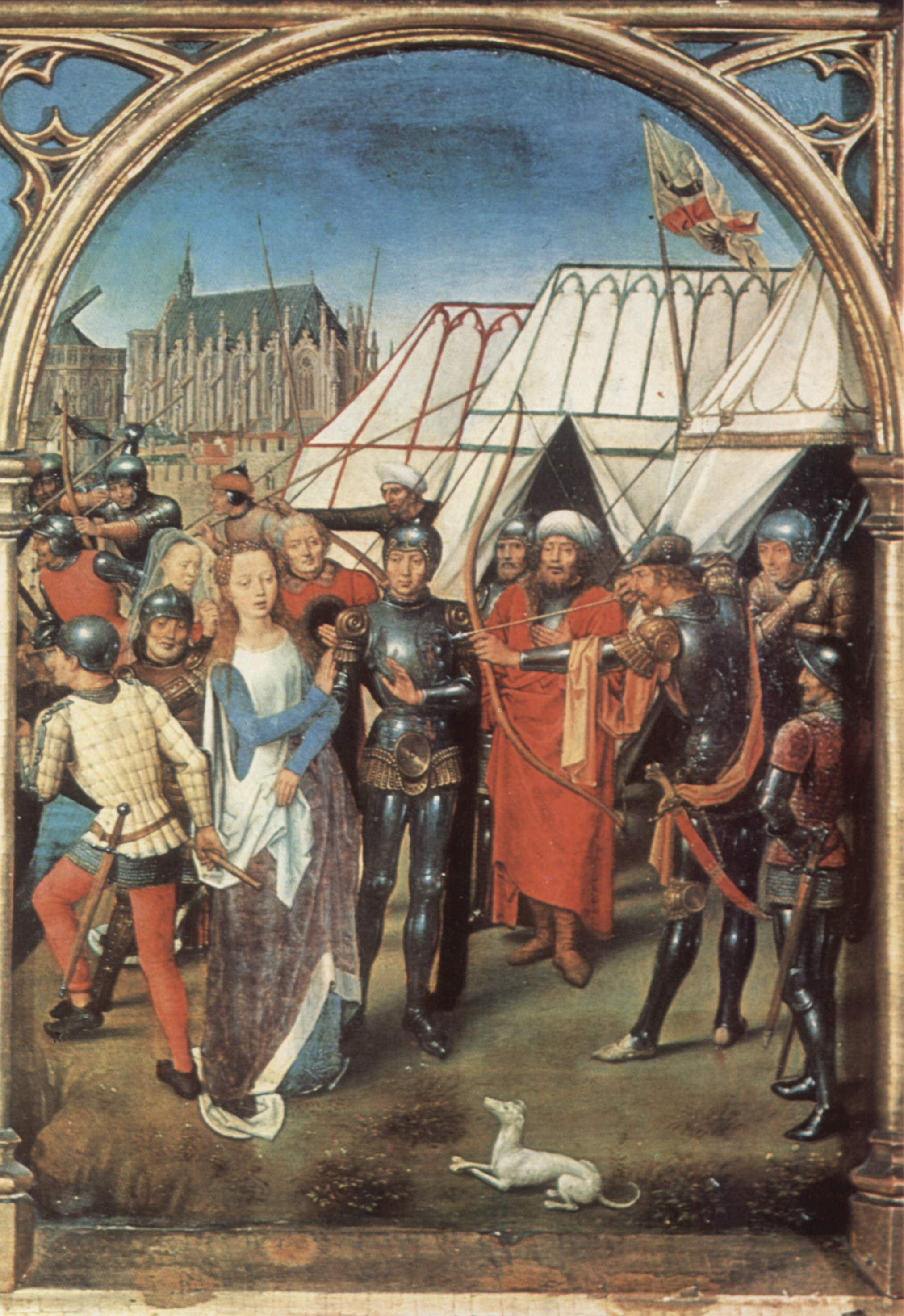
Martirio di sant'Orsola di Hans Memling
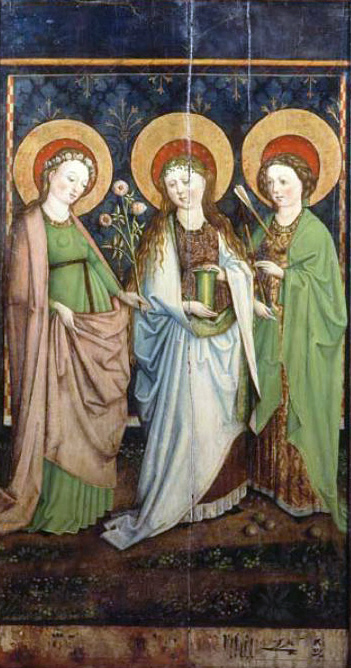
Le sante Dorotea, Maria Maddalena e Orsola (1480 circa), Schweizerisches Nationalmuseum, Zurigo
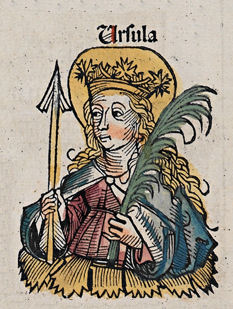
Sant'Orsola, illustrazione dalla Nuremberg Chronicle (1493)
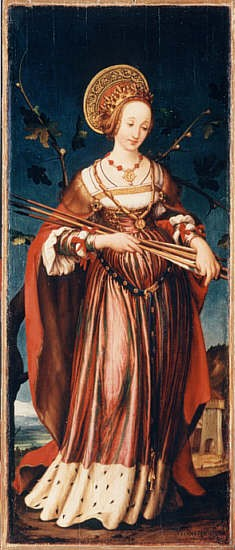
Sant'Orsola, dipinto di Hans Holbein (1523), Kunsthall, Karlsruhe
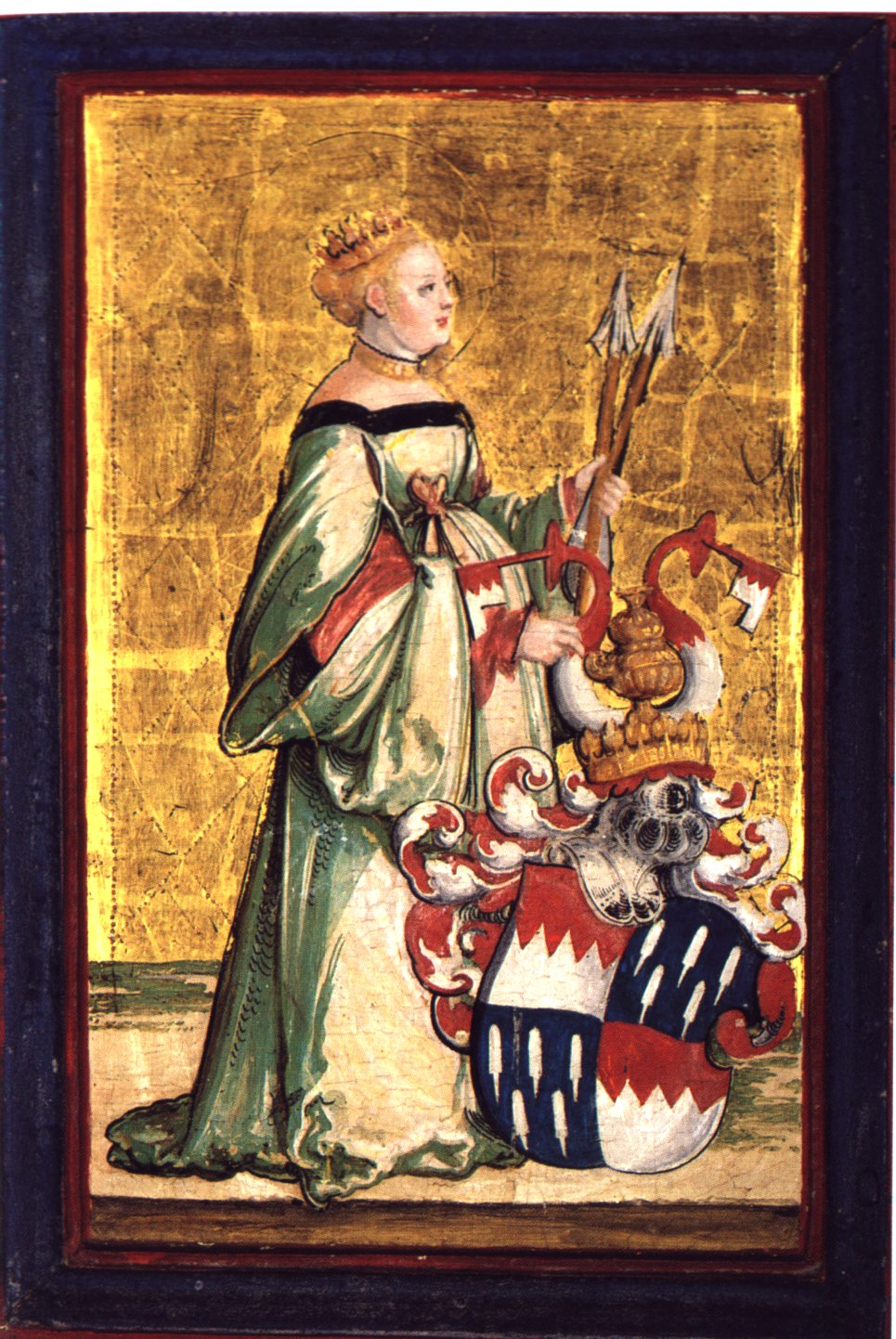
Sant'Orsola, altarolo del Maestro di Messkirch (1531), nel Fürstlich Hohenzollerische Gemäldegalerie di Sigmaringen
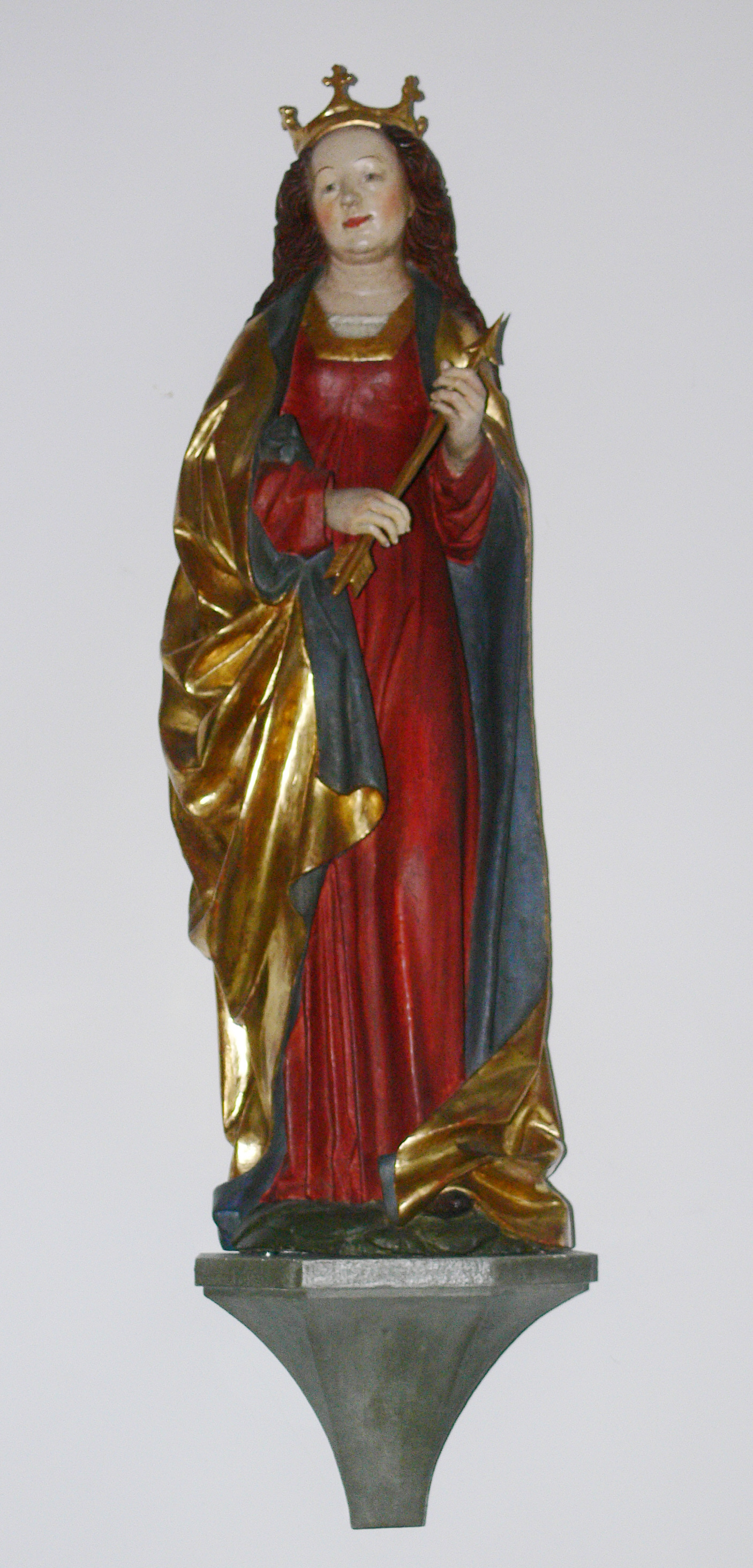
Statua lignea della santa nella Liebfrauenkirche, a Ravensburg
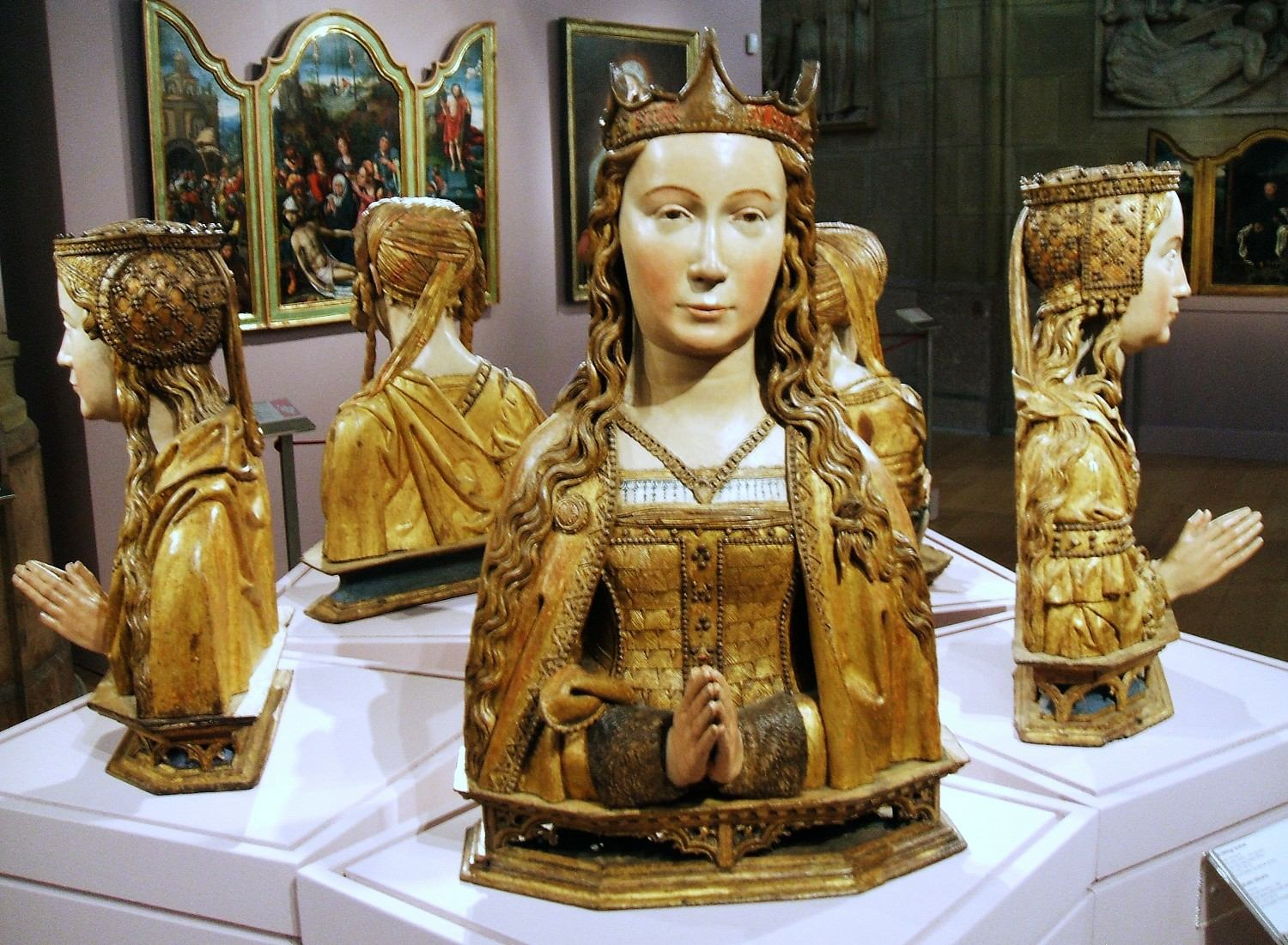
Busti di sant'Orsola e quattro compagne nel Museo Diocesano de Arte Sacro de Álava
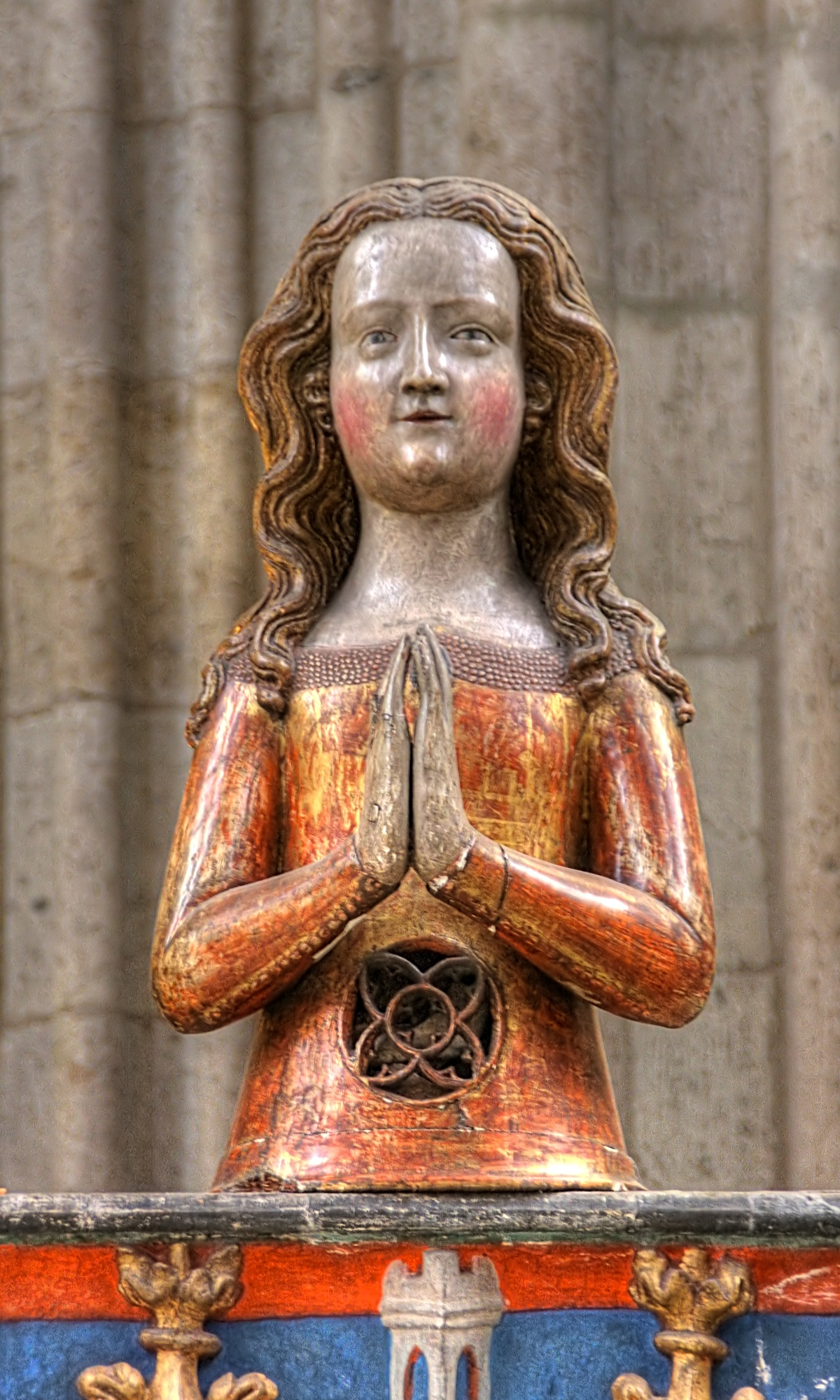
Busto di Sant'Orsola nella Basilica di Sant'Orsola a Colonia
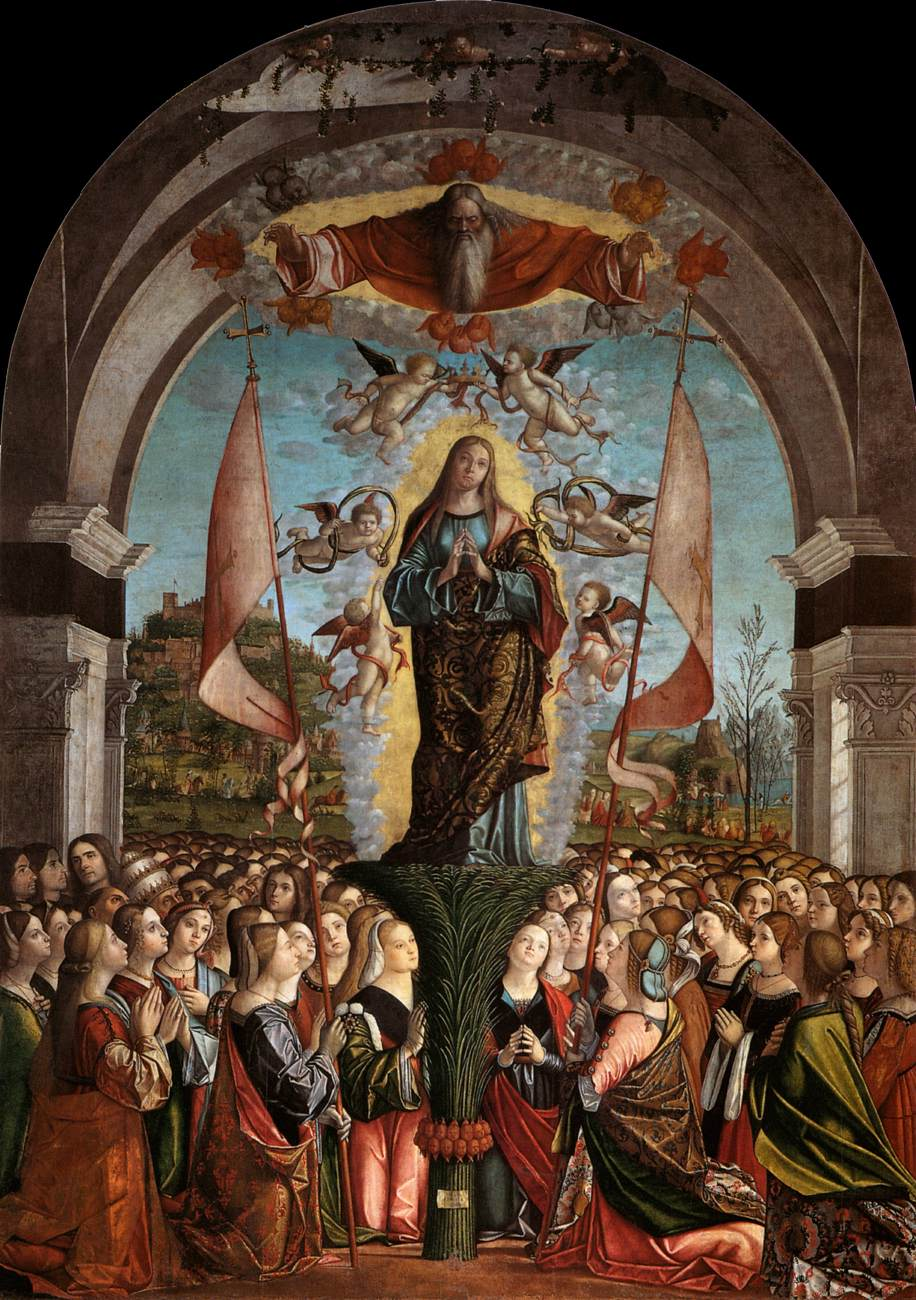
Apoteosi di Sant'Orsola e delle sue compagne di Vittore Carpaccio
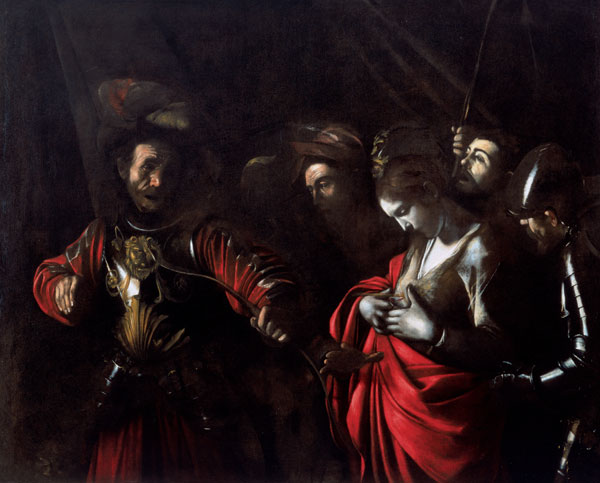
Martirio di sant'Orsola di Caravaggio
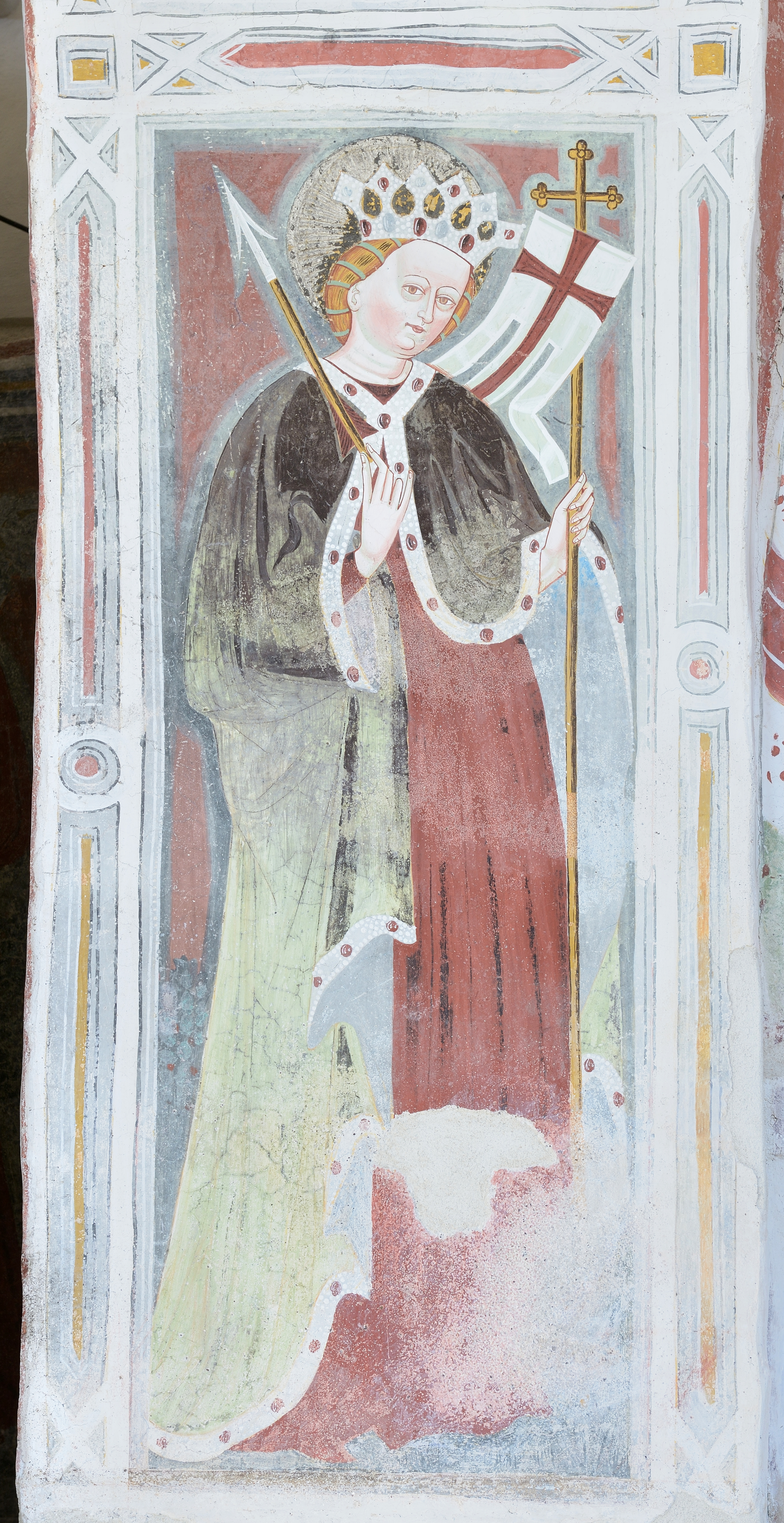
Sant'Orsola, affresco del 1400 nella chiesa di San Giacomo a Ortisei